# Коюнгяур
 Тази статия е за селото в Турция.  За селото в Република Гърция вижте Коюндере (дем Ясъкьой).  
Коюнгяур или Коюндере (на турски: Koyunbaba, Коюнбаба) е село в Източна Тракия, Турция, околия Лозенград, вилает Лозенград.

## География
Селото се намира на 13 километра западно от вилаетския център Лозенград (Къркларели).

## История
В XIX век Коюнгяур е българско село в Лозенградска кааза на Одринския вилает на Османската империя. Според „Етнография на вилаетите Адрианопол, Монастир и Салоника“, издадена в Константинопол в 1878 година и отразяваща статистиката на населението от 1873 година, Коюнгяур (Coioun gaivour) има 98 домакинства и 515 българи.
В 1908 година в „Одрински глас“ излиза следната дописка от Коюндере:
| „ | Селото ни Коюндере е разположено на левия бряг на реката Текедере. То има 180 къщи, от които 130 са български, а останалите – турски. То е жертва на партизански борби, подклаждани от турските власти. Черквана ни е вече затворена, властта с терор ни принуждава да се откажем от Екзархията и да се присъединим към Патриаршията. За учител ни се натрапи един фанатик пиян грък, който се занимава само с буйства и пиене. Властта, подбуждана от гърците, в стремлението си да арестува по-интелигентните и събудени българи, си създаде следния предлог: Една вечер гръмнаха три пушки и се чу викът „комити, комити“. Властта, която умишлено бе уредила това, арестува всички по-видни българи, разкарва ги по разни съдилища, изтезава ги и по немане доказателства ги освободи. | “ |

Според статистиката на професор Любомир Милетич в 1912 година в Коюнгяур живеят 150 български семейства.
При избухването на Балканската война в 1912 година 4 души от Коюндере (Коюнгяур) са доброволци в Македоно-одринското опълчение.
Българското население на Коюнгяур се изселва след Междусъюзническата война в 1913 година, когато селото остава в Турция.

## Личности
Родени в Коюнгяур
- Атанас Т. Бодуров, македоно-одрински опълченец, 1 рота на Лозенградската партизанска дружина[5]
- Атанас Константинов, македоно-одрински опълченец, нестроева рота на 11 сярска дружина[6]
- Йордан Стефанов, македоно-одрински опълченец, 1 рота на Лозенградската партизанска дружина[7]
- Георги Тодоров, македоно-одрински опълченец, нестроева рота на 8 костурска дружина[8]